# M3 Lee
Az M3 egy második világháborús amerikai tervezésű harckocsi, amit az M2 közepes harckocsival szerzett tapasztalatok alapján fejlesztettek ki. Nagy-Britanniában a „General Lee” nevet kapta, Robert E. Lee, az amerikai polgárháború tábornoka után. Módosított változatának a „General Grant” nevet adták, Ulysses S. Grant, szintén polgárháborús tábornok után.
A Lee/Grant harckocsikat a burmai harcok során sikerrel vetették be.
A japánok saját tervezésű harckocsijait könnyedén legyőzték. Hiányossága volt, hogy a páncélos jobb oldalán elhelyezett löveg, csak 45°-ban tüzelt.
Az afrikai harcok során a Pz III-asokkal szemben fölényben volt. A Pz IV-esek már sikerrel vették fel vele a harcot. Az M4 Sherman rövid idő alatt kiszorította a Lee/Grant-ot.